# 암흑낭만주의

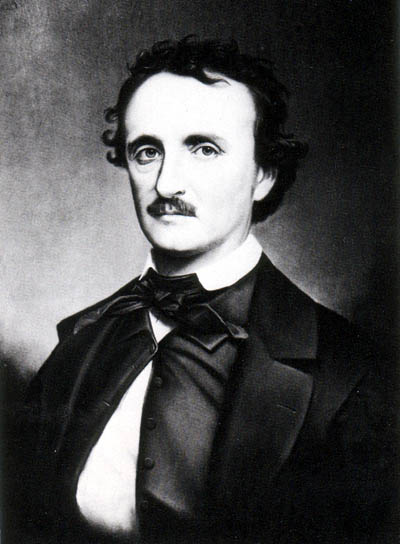
암흑낭만주의의 거두로 평가받는 에드거 앨런 포.

암흑낭만주의(暗黑浪漫主義, 영어: dark romanticism) 또는 고딕주의(Gothicism)는 낭만주의 문학의 하위 갈래이다. 낭만주의가 18세기 후반에 태동한 이래, 낭만주의가 행복한 희열과 장엄한 숭고를 예찬했던 만큼 반대쪽으로는 우울과 몽상, 정신병, 범죄, 그로테스크 등에 대한 강렬한 매료가 존재했다. "암흑낭만주의"는 1930년 문학이론가 마리오 프라츠가 발표한 연구서에서 처음 사용한 용어이다.
평론가 G. R. 톰슨에 따르면 암흑낭만주의는 사탄, 악마, 유령, 늑대인간, 흡혈귀, 식시귀 등의 형태로 의인화된 악의 표상을 차용하여 인간의 본성을 상징하려 시도했다.
대표적인 작가로는 독일의 에른스트 호프만, 영국의 바이런 경, 메리 셸리, 미국의 에드거 앨런 포, 너새니얼 호손, 허먼 멜빌 등이 있다. 이들의 시도는 현대 공포물과 SF, 판타지를 비롯한 장르문학으로 발전하였다.

## 같이 보기
- 죽음의 무도
- 도펠겡어
- 그로테스크
- 제라르 드 네르발
- 사탄주의